# شهرستان دهوا
شهرستان دهوا (به لاتین: Dehua County) یک منطقهٔ مسکونی در چین است که در کوانژو واقع شده‌است.